# На рубу времена
На рубу времена (енгл. Edge of Tomorrow) амерички је научнофантастични акциони филм из 2014. године, редитеља Дага Лајмана, снимљен по мотивима лајтромана All You Need Is Kill Хирошија Сакуразаке. Главне улоге у филму тумаче Том Круз и Емили Блант, док су у споредним улогама Бил Пакстон и Брендан Глисон.
Радња филма се одвија у будућности у којој је већину Европе заузела ванземаљска раса. Мајора Вилијама Кејџа (Круз), официра за односе са јавношћу који није прошао борбену обуку, његови претпостављени приморавају да се придружи операцији напада на ванземаљце, али он након погибије остаје заробљен у временској петљи и покушава да пронађе начин да победи освајаче.
На биоскопским благајнама филм је зарадио преко 370 долара, а филмски критичари су га позитивно оценили, назвавши га „узбудљивим, забавним и паметним” акционим трилером.

## Радња
Године 2015, ванземаљци познати као „Мимици” долазе у Немачку преко астероида и брзо освајају већи део континенталне Европе. До 2020. године, Уједињене одбрамбене снаге, глобални војни савез основан за борбу против ванземаљске претње, коначно односи победу над Мимицима у Вердену користећи новоразвијена мех-одела. У Британији, савез планира велику инвазију на Француску, а генерал Бригам је недавно наложио да официр за односе са јавношћу, мајор Вилијам Кејџ, учествује у њој. Кејџ, који нема никаквог борбеног искуства, приговара и прети да ће окривити Бригама ако инвазија не успе. Бригам хапси Кејџа и шаље га на аеродром Хитроу, сада војну базу. Кејџ се буди тамо и открива да га је Бригам деградирао у редова и лажно га прогласио дезертером. Додељен је воднику Фарелу и Ј-одреду, где га омаловажавају.
На јутро инвазије, Фарела и Ј-одред одмах убијају Мимици који су некако били свесни њихове планиране инвазије и поставили су им заседу. Кејџ користи противпешадијску мину да убије необично великог плавог Мимика, али је смртно рањен експлозијом и прекривен крвљу ванземаљаца. Кејџ се буди на Хитроуу, проживљавајући претходно јутро. Његови покушаји да упозори Фарела на инвазију су игнорисани и он више пута доживљава петљу умирања на плажи и буђења на аеродрому. Са сваком следећом петљом, Кејџове вештине на бојном пољу постају све импресивније. Током једне петље, Кејџ покушава да спасе наредницу Риту Вратаски, прослављену хероину битке код Вердена. Када је видела његов натприродни таленат, Рита схвата да је Кејџ упао у временску петљу и наређује му да је пронађе када се следећи пут пробуди.
Кејџ се поново буди и налази Риту, који га води код др Картера, стручњака за мимичку биологију. Он објашњава да су Мимици суперорганизам у коме „Омега” контролише велики мозак, док се „Алфе” понашају као ганглије преко којих Омега контролише обичне Мимике; ако се Алфа прекине, Омега ресетује дан и прилагођава своју тактику све док се битка не добије. Кејџ је нехотице „отео” њихову способност да ресетују време због излагање крви Алфе. Риза је имала ову способност у Вердену, користећи је да добије битку пре него што је рањена и добила трансфузију крви, тиме губећи моћ. Она говори Кејџу да лоцира и убије Омегу како би окончао инвазију ванземаљаца.
Током многих наредних петљи, Рита тренира Кејџа да би се усавршио у борби. Након једне фрустрирајуће лекције, Кејџ бежи у Лондон, само да би открио да ће Мимици напасти град након инвазије. Након што је имао визије бране у Швајцарској где се Омега крије, и трошећи много петљи смишљајући како да побегне од инвазије и стигне до бране, Кејџ се зближава са Ритом, али њу занима само мисија. Уверен да њих двоје увек стигну до једне тачке на путовању где Рита буде убијена без обзира на то шта уради, Кејџ сам лети до бране. Омега није тамо и он упада у заседу Алфе која покушава да му одузме способност да ресетује време, али Кејџ се намерно удави.
Кејџ и Рита се инфилтрирају у Министарство одбране, где Кејџ убеђује Бригама да му да Картеров прототип уређаја (који је Бригам запленио од Картера пре него што га је послао у психијатријску болницу) који може да лоцира Омегу, али их након тога прогони војна полиција. Током потере аутомобилима која је уследила, Кејџ користи уређај и открива да се Омега налази испод пирамиде Лувра у Паризу. Кејџ, озбиљно повређен током хапшења, буди се у болници и открива да му је дата трансфузија крви и да је изгубио способност да ресетује време.
Рита ослобађа Кејџа и они регрутују Ј-одред да помогну у уништавању Омеге пре него што инвазија почне. Лете у Париз, где се војници жртвују како би Кејџ и Рита стигли до Лувра. Пре него што је намамила Алфу која је стајала између њих и потопљене Омеге, Рита љуби Кејџа да му захвали што ју је довео овако далеко. Алфа убија Риту и смртно рани Кејџа, али он успева да испусти појас граната који уништава Омегу.
Док умирући Кејџ плута кроз Омегину крв, он се буди на путу до свог првог састанка са Бригамом, који на ТВ-у објављује да је мимичка активност престала након појаве мистериозног таласа енергије у Паризу. Кејџ одлази на Хитроу, сада поново као мајор, и види да је цео Ј-одред жив. Касније проналази Риту, која га не препознаје, а Кејџ се смеје.

## Улоге
| Глумац          | Улога          |
| --------------- | -------------- |
| Том Круз        | Вилијам Кејџ   |
| Емили Блант     | Рита Вратаски  |
| Бил Пакстон     | водник Фарел   |
| Брендан Глисон  | генерал Бригам |
| Кик Гари        | Гриф           |
| Драгомир Мршић  | Кунц           |
| Шарлот Рајли    | Ненс           |
| Џонас Армстронг | Скинер         |
| Франз Драме     | Форд           |
| Масајоши Ханеда | Такеда         |
| Тони Веј        | Кимел          |
| Ноа Тејлор      | др Картер      |